# Quattro amiche e un paio di jeans (serie)
Quattro amiche e un paio di jeans è una serie di libri per ragazze di Ann Brashares. Edita in Italia dalla Fabbri, i libri raccontano della storia di quattro ragazze che acquistano un paio di jeans magici che va bene ad ognuna di loro, anche se hanno tutte taglie diverse. I personaggi principali sono Bridget Vreeland, Lena Kaligaris, Carmen Lowell, e Tabitha "Tibby" Rollins. Dal primo libro è stato tratto un film nel 2005. Nel 2008 è uscito il sequel, tratto dal quarto e ultimo libro della Brashares, Per sempre in blu. Quattro amiche e un paio di jeans.

## Libri
- Quattro amiche e un paio di jeans
- La seconda estate. Quattro amiche e un paio di jeans
- Il tempo delle scelte. Quattro amiche e un paio di jeans
- Per sempre in blu. Quattro amiche e un paio di jeans
- Quattro amiche per sempre